# Najden Gerovo
Najden Gerovo (bulgariska: Найден Герово) är ett distrikt i Bulgarien.   Det ligger i kommunen Obsjtina Săedinenie och regionen Plovdiv, i den centrala delen av landet, 100 km öster om huvudstaden Sofia.
Trakten runt Najden Gerovo består till största delen av jordbruksmark. Runt Najden Gerovo är det ganska glesbefolkat, med 31 invånare per kvadratkilometer.